# Pokrovszk (Jakutföld)
Pokrovszk (oroszul: Покровск) város Oroszország ázsiai részén, Jakutföldön, Hangalasz járás székhelye. 
Népessége: 9495 fő (a 2010. évi népszámláláskor).

## Elhelyezkedése
Jakutszktól közúton 78 km-re délnyugatra, a Léna bal partján helyezkedik el. Jakutszkkal menetrendszerű autóbuszjárat köti össze. A folyó túlsó partján, Kjorgyom falunál van az Amur–Jakutszk-vasútvonal egyik állomása.

## Története
Neve az orosz pokrov ('oltalom') szóból származik. Pokrov (oroszul: Покров) – Istenanya oltalmának ünnepe az ortodox keresztény egyházakban.
A település alapítási évének 1682-t tartják, amikor a helybeli jakutok felkelését a kozákok leverték és a jakutok korábbi őrhelyén, a Léna magas partján nagy keresztet állítottak fel. Ugyanott 1703-ban néhány szerzetes kisebb kolostort létesített,  melyet Pokrovszkojenak neveztek el. 1720-ban fatemplomot építettek is, de négy év múltán az egész kolostor leégett. Később néhány orosz parasztcsalád telepedett le a helyén, és a falu a Léna menti postaút egyik állomása lett. 1821-ben nagy templom és harangtorony épült, melyet a szovjet korszakban, 1960-ban lebontottak. 1850-ben postaállomás létesült, és 1895-től a falu egy ideig a Léna menti postakocsisok központja volt. Pokrovszkban több ismert narodnyik és szociáldemokrata személyiség töltötte száműzetését.
A települést 1931-ben járási székhellyé, 1941-ben városi jellegű településsé, 1997-ben várossá nyilvánították.

## Gazdaság
A település szélén bazalt alapanyagú építőipari üzem működik, melyben környezetbarát hő- és hangszigetelő bazalt szerelvényeket készítenek. Ez a város egyetlen jelentősebb ipari üzeme, 2010-ben helyezték üzembe, 

## Kultúra
A település alapításának 325. évfordulóján, 2007-ben a Léna partján új templom épült. A helytörténeti múzeum – akkor még Szergo Ordzsonikidze emlékmúzeumaként – 1962-ben nyílt meg egy régi faházban, 2014-ben költözött az újonnan átadott emeletes múzeumépületbe. 2019 végén új épületbe költözött a város egyik középiskolája, és új otthont kapott a járási könyvtár is, az egykori gyémántcsiszoló üzem átalakított épületében.